# Косовско-латвийские отношения
Косовско-латвийские отношения — двусторонние дипломатические отношения между Республикой Косово и Латвией. Косово провозгласило свою независимость от Сербии 17 февраля 2008 года, а Латвия признала её спустя три дня (20 февраля). Правительства Латвии и Косово установили дипломатические отношения 11 июня 2008 года. Однако Латвия ещё в 2000 году отправила в Косово своих миротворцев. Между двумя странами сложились очень хорошие и дружественные отношения.

## История
В 2000 году президент Латвии Вайра Вике-Фрейберг предположила, что готовность НАТО вмешаться в Косово означает, что Североатлантический Альянс будет готов прийти на помощь Латвии и другим странам Восточной Европы, если Москва будет угрожать их безопасности в какой-то момент в будущем. Она заявила: «Косово не является членом альянса НАТО, и всё же альянс смог принять меры, когда почувствовал, что в соответствии с принципами, на которых он основан, необходимы действия и вмешательство. Я надеюсь, что он поступит также и в любой другой точке в Европе».
В ноябре 2005 года президент Косово Ибрагим Ругова встретился с министром иностранных дел Латвии Артисом Пабриксом.
После официального признания Косово в феврале 2008 года министр иностранных дел Латвии Марис Риекстиньш сказал: «Латвия готова поделиться своим опытом с Косово в направлении его европеизации». Министр также подчеркнул важность участия Латвии как в Миссии Европейского Союза по вопросам верховенства права в Косово (ЕВЛЕКС), ключевой целью которой является оказание помощи косовской государственной администрации, судам и правоохранительным органам, так и в Международной руководящей группе по Косово.
В июле 2008 года министр иностранных дел Латвии Риекстиньш посетил Косово, где встретился с президентом Фатмиром Сейдиу, премьер-министром Хашимом Тачи и министром иностранных дел Скендером Хюсени. Президент Сейдиу отметил, что он высоко оценивает работу представителей латвийского контингента в составе миротворческих сил под руководством НАТО (KFOR), а также участие латвийских экспертов в Миссии ЕС по вопросам верховенства права в Косово (ЕВЛЕКС).
В свою очередь министр Риекстиньш заявил: «Можно провести определённые параллели между историей Латвии и Косово, потому что Латвии тоже в начале 1990-х годов пришлось с нуля начинать формирование государственных институтов, именно поэтому мы готовы поделиться нашим опытом с правительством Косово, предлагая ему как политическую, так и практическую поддержку».

## Латвийские миротворцы
В июле 1999 года Сейм Латвии большинством голосов (71 против 6) одобрил отправку своих миротворцев в Косово. В 2000 году первые латвийские военные были направлены в Косово для поддержания там мира. В 2005 году Латвия направила 105 военнослужащих для участия в миротворческой деятельности в Косово.

## Спорт
13 ноября 2017 года футбольные сборные Косово и Латвии провели между собой товарищеский матч в Митровице, который завершился победой хозяев поля со счётом 4:3.